# محافظة حفر الباطن
محافظة حفر الباطن، هي إحدى محافظات المنطقة الشرقية في السعودية، وعاصمتها الإدارية مدينة حفر الباطن. تبلغ مساحتها 53,815 كم2 وتبعد عن العاصمة الرياض مسافة 500 كم. يقع ضمن حدودها مدينة الملك خالد العسكرية والتي تبعد عنها 70 كم جنوبًا. محافظها هو الأمير عبد الرحمن بن عبد الله بن فيصل آل سعود منذ 12 ديسمبر 2023م.

## عدد السكان
- بلغ عدد سكان محافظة حفر الباطن (467,007) نسمة حسب تعداد السعودية 2022، عدد السعوديين (331,713) نسمة، وعدد غير السعوديين (135,294) نسمة.[5]
- بلغ عدد سكان محافظة حفر الباطن 390,282 نسمة، حسب الدليل الإحصائي لعام 2017.[6][7]

## المراكز والقرى التابعة
يتبع حفر الباطن عدد من المراكز والقرى:
- مركز القيصومة (15 كم شرقًا)
- مركز الصداوي (80 كم شرقًا)
- مركز السوبان (120 كم شرقًا)
- مركز السعيره (160 كم شرقًا)
- مركز الصفيري (17 كم غربًا)
- القلت (65 كم غربًا)
- درب الإبل (قرية عمش بن طواله 67كم غرباً)
- النظيم (الوجعان)(80 كم غربًا)
- هجرة أم عشر (150 كم جنوبًا)
- مركز أم قليب (70 كم جنوب شرق)
- مركز الذيبية (55 كم جنوبًا)
- مركز المتياهة الجنوبية (80 كم)
- هجرة البرازي (103 كم شمالًا)
- مركز النايفيه
- الفاو الشمالي (40 كم)
- أم رقيبه (150 كم)
- مركز مـنـاخ
- مركز خبيراء
- مركز ام كداد
- مركز الحيراء
- مركز المطرقة
- مركز ساموده
- هجرة الطليعة
- مركز الرقعي
- الشفاء
- الحماطيات
- اللغيصم (السلمانية)

## محافظو محافظة حفر الباطن
| المحافظ                                       | الفترة                            | المصدر |
| --------------------------------------------- | --------------------------------- | ------ |
| الأمير منصور بن محمد بن سعد آل سعود           | 27 ديسمبر 2018م - 12 ديسمبر 2023م | [ 9 ]  |
| الأمير عبد الرحمن بن عبد الله بن فيصل آل سعود | 12 ديسمبر 2023م - إلى الآن        | [ 4 ]  |